# Tinaquillo (paroisse civile)
Pour les articles homonymes, voir Tinaquillo.
Tinaquillo est l'unique paroisse civile de la municipalité de Falcón dans l'État de Cojedes au Venezuela. Sa capitale est Tinaquillo, chef-lieu de la municipalité.

## Géographie

### Démographie
Hormis sa capitale Tinaquillo elle-même divisée en quartiers, la paroisse civile possède plusieurs localités :
- Aguirre
- Caño de Indio
- Carache
- Garrido
- La Guamita
- Las Mesas
- Los Monos
- Rondón
- Sabaneta
- Tinaquillo
  - Barrio Las Grajitas
  - La Floresta
  - Los Apamates
  - Punta de Mata
  - San Isidro
  - Urbanización Apamates 2
  - Urbanización Caja de Agua
- Vallecito